# Faktoid

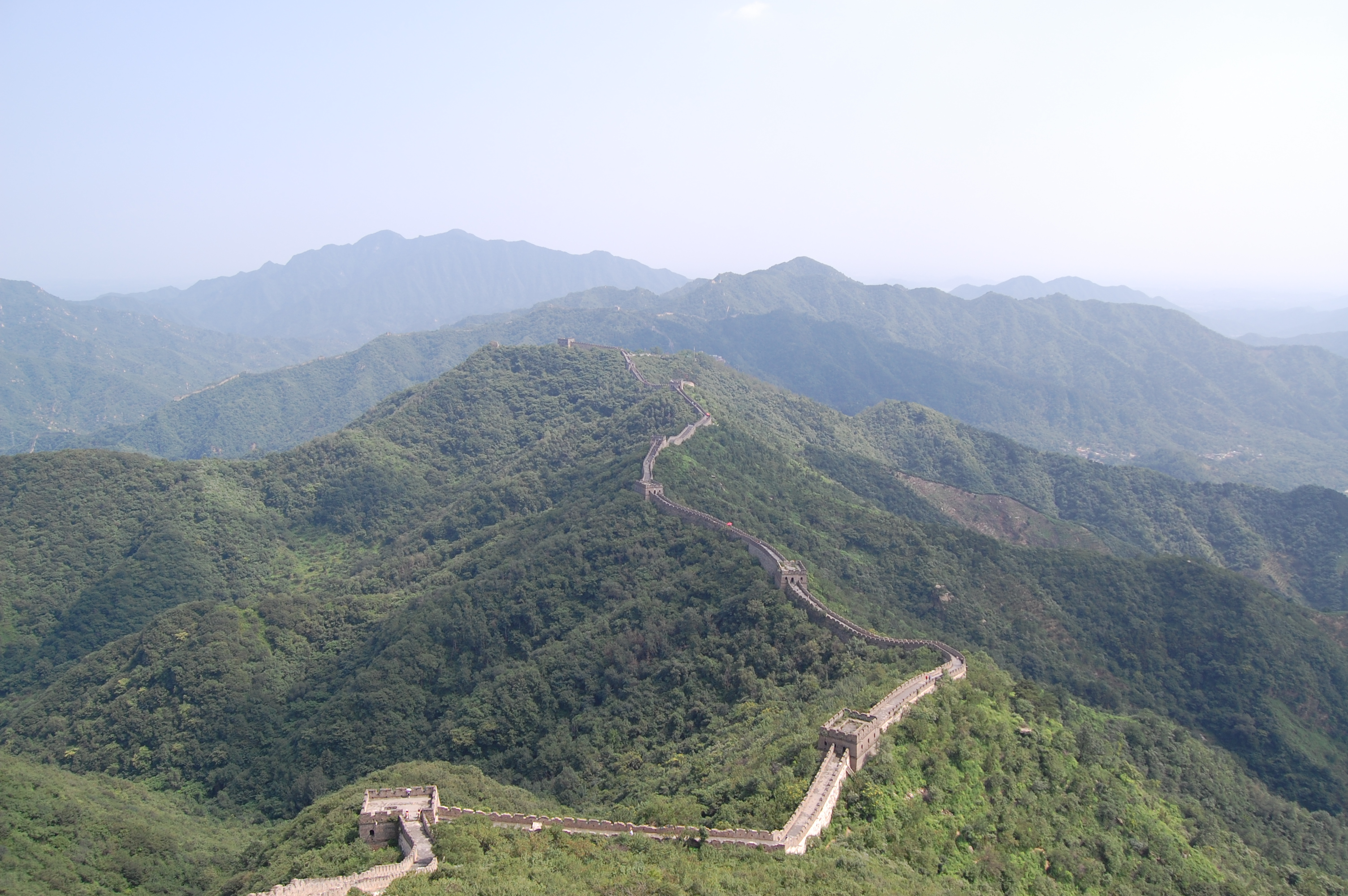
Es wird oft behauptet, die Chinesische Mauer sei vom Mond aus mit bloßem Auge sichtbar, was aber nicht zutreffend ist.

Ein Faktoid (englisch factoid) ist eine Aussage oder Behauptung, die so häufig wiederholt wurde, dass sie für wahr gehalten wird, weil sie so oft wiederholt wurde. Faktoiden sind also grundsätzlich ganz oder in Teilen unwahr, werden aber als Tatsachen ausgegeben bzw. für die Wahrheit gehalten. Typische Beispiele dafür sind etwa die angebliche Existenz verschiedener Lerntypen, ein gegen Erkältungen vorbeugender Effekt von Vitamin C oder auch die angebliche Schädlichkeit von zugesetztem Glutamat in Lebensmitteln.
Darüber hinaus kann der Begriff Faktoid auch eine unbedeutende oder triviale Nachricht oder Information bezeichnen.

## Hintergrund
Der Ausdruck wurde 1973 von Norman Mailer geprägt, um eine Information zu bezeichnen, die nur aufgrund häufiger Behauptungen als Tatsache akzeptiert wird, obwohl sie nicht wahr ist, oder eine erfundene Tatsache, die für wahr gehalten wird, weil sie durch schriftliche Quellen nachgewiesen erscheint. Seither wurde der Ausdruck im Englischen auch zur Kennzeichnung unbedeutender Informationen benutzt.
In seiner Marilyn-Monroe-Biografie beschrieb Mailer factoids als Fakten ohne Existenz, bevor sie in einem Magazin oder einer Zeitung erschienen. Die Washington Times erläutert, das Wort beziehe sich auf „etwas, was aussieht wie eine Tatsache, eine Tatsache sein könnte, aber tatsächlich keine Tatsache ist“ (“something that looks like a fact, could be a fact, but in fact is not a fact”).
Faktoide können dementsprechend aus allgemeinen Missverständnissen oder Fehlmeinungen sowie aus modernen Sagen resultieren oder sie hervorbringen. Die Bedeutung des Begriffs hat sich im Englischen seither differenziert. 1993 erklärte William Safire mehrere Varianten:
- als Vorwurf gemeint: Desinformation, die als Tatsache ausgegeben wird, oder eine betrügerische Statistik.[7]
- neutral verstanden: anscheinend, aber nicht notwendigerweise ein Faktum[7]
- CNN-Version: unbekannte und unbedeutende, aber interessante Information.[7]

Die Historikerin Dion Smythe versteht Faktoide als Tatsachenbehauptungen aufgrund von Primärquellen. So verstanden entsteht der Wahrheitsgehalt von Faktoiden nicht aus der Wirklichkeit, sondern nur aus tatsächlichen Aussagen über die Wirklichkeit.